# Episodi di FUBAR (prima stagione)
La prima stagione della serie televisiva FUBAR, composta da otto episodi, è stata distribuita sulla piattaforma di streaming Netflix il 25 maggio 2023.
| nº | Titolo originale               | Titolo italiano                      | Prima TV USA   | Prima TV Italia |
| -- | ------------------------------ | ------------------------------------ | -------------- | --------------- |
| 1  | Take Your Daughter to Work Day | Tale padre tale figlia               | 25 maggio 2023 | 25 maggio 2023  |
| 2  | Stole Train                    | Il treno rubato                      | 25 maggio 2023 | 25 maggio 2023  |
| 3  | Honeyplot                      | Attrazione fatale                    | 25 maggio 2023 | 25 maggio 2023  |
| 4  | Armed & Dane-gerous            | Il danese armato e pericoloso        | 25 maggio 2023 | 25 maggio 2023  |
| 5  | Here Today, Gone To-Marrow     | Fino al midollo                      | 25 maggio 2023 | 25 maggio 2023  |
| 6  | Royally Flushed                | Scala reale                          | 25 maggio 2023 | 25 maggio 2023  |
| 7  | Urine Luck                     | Missione bagnata, missione fortunata | 25 maggio 2023 | 25 maggio 2023  |
| 8  | That's It And That's All       | Così è e così resta                  | 25 maggio 2023 | 25 maggio 2023  |